# Hyundai Genesis
La Genesis est une berline routière du constructeur automobile sud-coréen Hyundai, présentée en 2007 et vendue à partir de 2008. Elle est vendue en Corée du Sud, en Chine, en Amérique du Nord et en Amérique du Sud. Elle n'est pas vendue en Europe en raison de l'échec de Lexus. Elle a été élue voiture de l'année 2009 en Amérique du Nord. 
Elle succède à la Dynasty qui avait été produite jusqu'en 2005, et également à la Hyundai Azera. Elle est une concurrente des BMW Série 5 et Lexus GS.
Dans la gamme Hyundai elle fait partie de la gamme "luxury" et se place entre la Hyundai Grandeur/Azera qu'elle remplacera et l'Equus.
Le modèle commercialisé en Corée du Sud a la particularité de ne pas porter le logo Hyundai standard.

## Hyundai Genesis I (2008-2014)
La Hyundai Genesis I est commercialisée entre 2008 et 2014.

## Hyundai Genesis Coupé (2010-2013)
Il existe une version coupé de ce modèle, nommée Genesis Coupe, vendue en Europe de fin 2010 à 2013 et restylée en 2012. Ce coupé n'ayant pas rencontré le succès escompté, Hyundai a arrêté sa production.

## Hyundai Genesis II (2014-)
Le second opus est sorti en 2014. Il sera importé en Europe après l'échec des XG et Genesis Coupé.

### Sécurité 2021
En 2021, Euro NCAP attribue 5 étoiles à la Genesis G80: le système de freinage d'urgence autonome (AEB) de la G80 a obtenu de bons résultats lors des tests de réaction aux autres véhicules. Un système de rappel de bouclage des ceintures de sécurité est fourni de série pour tous les sièges.  La G80 est équipée d'un système d'alerte de vigilance du conducteur ou système d'alerte pour l'attention du conducteur qui surveille les mouvements de la direction afin de déceler les signes caractéristiques d'un conducteur fatigué ou inattentif. L'assistance latérale est assurée par le système "Lane Keep Assist" qui corrige la trajectoire de la voiture si elle dévie au dehors de sa voie et qui intervient également dans certaines situations plus critiques. Un système d'information sur les limites de vitesse utilise une caméra et une cartographie numérique pour identifier les limites locales, ce qui permet au conducteur de régler le limiteur de manière appropriée.